# Cissoide de Díocles

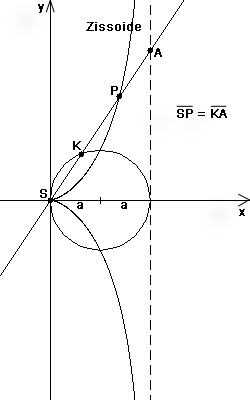
Cissoide de Díocles

Cissoide de Díocles é uma curva de terceira ordem, descrita pelo matemático grego Díocles ca. 200 a.C., a fim de auxiliar a resolução do problema da duplicação do cubo.

## Equação
- Coordenadas cartesianas:[1] {\displaystyle y^{2}\,(2a-x)-x^{3}=0} sendo {\displaystyle a\neq 0}

- Equação paramétrica: {\displaystyle x={\frac {2at^{2}}{1+t^{2}}};\qquad y={\frac {2at^{3}}{1+t^{2}}}}

- Coordenadas polares: {\displaystyle t=\tan \varphi ;\qquad r=2a\mathrm {sen} \,\varphi \tan \varphi }

A linha {\displaystyle x=2a} é uma assíntota.